# Goszczowa
Goszczowa – wieś w Polsce, położona w województwie łódzkim, w powiecie radomszczańskim, w gminie Wielgomłyny.
| SIMC    | Nazwa            | Rodzaj    |
| ------- | ---------------- | --------- |
| 0554840 | Niwa Goszczowska | część wsi |
| 0554856 | Sroków           | część wsi |

W latach 1975–1998 miejscowość administracyjnie należała do województwa piotrkowskiego.